# Francesco Guarino

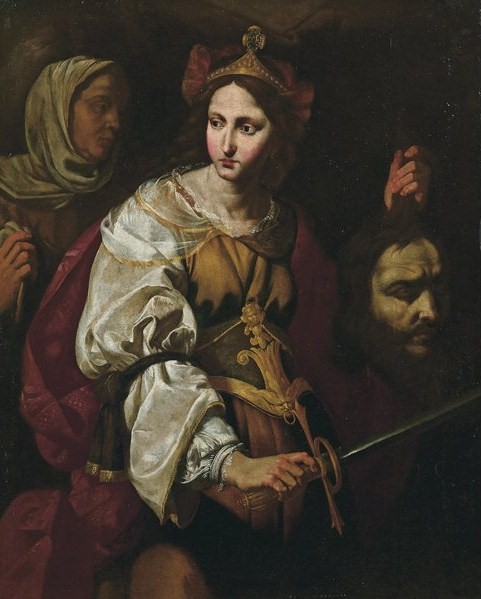
Judith con la cabeza de Holofernes, Colección particular.

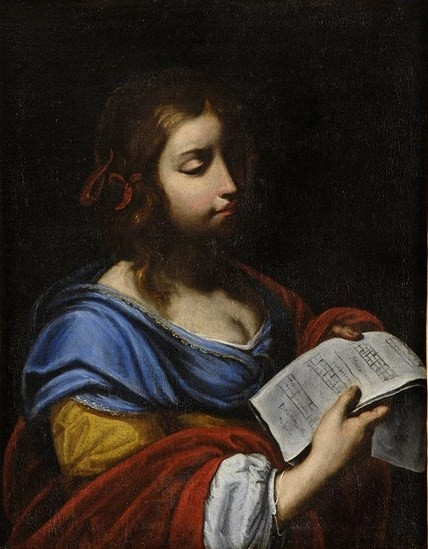
Santa Cecilia, Palazzo Orsini, Nápoles.

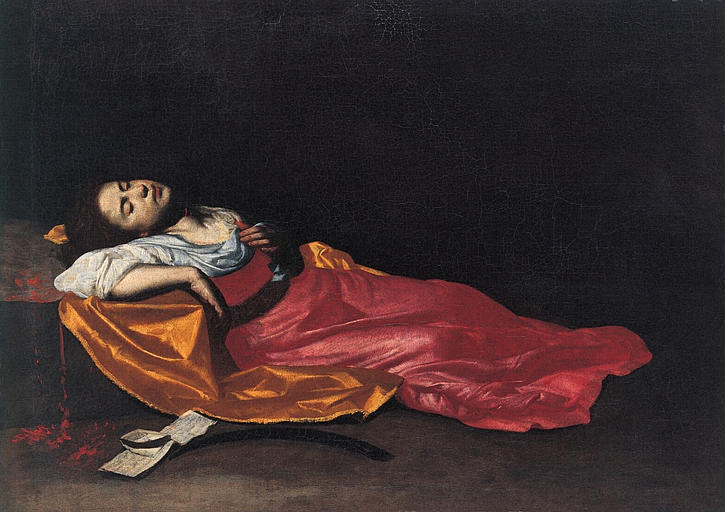
Santa Cecilia mártir, Museo de Grenoble.

Francesco Guarino, o Guarini (Sant'Agata Irpina, 1611 - Gravina, 13 de julio de 1654), fue un pintor italiano, de tendencia tenebrista. En su tiempo también se le conoció como Ciccio Guarino.

## Biografía
Hijo de un desconocido pintor campano, Giovanni Tommaso Guarino (muerto en 1637), marchó a Nápoles para formarse en el taller de Massimo Stanzione. Volvió en 1628 a Solofra para trabajar junto a su padre, y tras la muerte de este, pasó pronto al servicio de los Orsini de Gravina, en Apulia.
Sus primeras obras importantes datan de 1632, en el techo de la Collegiata de Solofra y en la iglesia parroquial de Santa Ágata Irpina. En algunas de ellas colaboró directamente con su padre, cuyo taller heredó poco antes de la muerte de éste. En 1636 recibe el encargo de decorar el techo del transepto de la Colegiata de Solofra con 21 lienzos. Son obras de una calidad altísima, que superan ampliamente las limitaciones del estilo de su progenitor. A mediados de la década de 1640 se traslada a Gravina para trabajar bajo las órdenes de los Orsini, que lo tendrán en gran estima, entre ellos el cardenal Pier Francesco Orsini, futuro Benedicto XIII. Sin embargo, falleció cuando estaba en plena madurez artística y vital, según el biógrafo De Dominici, dejándose morir tras el asesinato de su amante por el marido deshonrado. Sin embargo, es más probable que falleciera de enfermedad.
Tiene su obra una marcada influencia de José de Ribera y del desconocido Maestro dell'Anuncio ai Pastori, así como de su contemporáneo Francesco Fracanzano. En su etapa más madura se acerca su colorido al de la escuela veneciana, consiguiendo logrados efectos lumínicos. Sus obras se imbuirán de un sentimiento más clásico. Entre sus discípulos figura Angelo, padre del más afamado Francesco Solimena.

## Obras destacadas
- Cristo en el huerto de los olivos (1632, Collegiata de San Michele Archangelo, Solofra). En colaboración con su padre.
- Liberación de San Pedro (Collegiata de San Michele Archangelo, Solofra)
- El sueño de José (Collegiata de San Michele Archangelo, Solofra)
- José es advertido por el ángel (Collegiata de San Michele Archangelo, Solofra)
- Cristo entre los doctores (Collegiata de San Michele Archangelo, Solofra)
- Circuncisión (Collegiata de San Michele Archangelo, Solofra)
- Anunciación a los Pastores (Collegiata de San Michele Archangelo, Solofra)
- Historias de la Vida de San Antonio Abad (1642-1643, Sant'Antonio Abbate, Campobasso)
- Virgen del Rosario (1644-1649, San Domenico Maggiore, Solofra)
- Virgen del Sufragio (164-1650, Santa Maria del Suffraggio, Gravina)
- Martirio de Santa Agüeda (iglesia parroquial de Sant' Ágata Irpina)
- Santa Catalina de Alejandría (Colección Particular)
- Santa Cecilia (1645, Palazzo Orsini, Nápoles)
- Santa Cecilia interpretando al cémbalo (Museo di Capodimonte, Nápoles)